# 3522 Бекер
3522 Бекер (енгл. 3522 Becker) је астероид главног астероидног појаса са пречником од приближно 33,30 .
Афел астероида је на удаљености од 4,095 астрономских јединица (АЈ) од Сунца, а перихел на 2,247 АЈ.
Ексцентрицитет орбите износи 0,291, инклинација (нагиб) орбите у односу на раван еклиптике 8,364 степени, а орбитални период износи 2063,169 дана (5,648 година).
Апсолутна магнитуда астероида је 12,30 а геометријски албедо 0,019.
Астероид је откривен 21. септембра 1941. године.